# Komorów (powiat pruszkowski)
Komorów – wieś sołecka w województwie mazowieckim, w powiecie pruszkowskim, w gminie Michałowice. Leży nad rzeką Utratą, 20 km od centrum Warszawy.
Wieś szlachecka Komorowo położona była w 1580 roku w powiecie warszawskim ziemi warszawskiej województwa mazowieckiego.

## Historia
Pierwsza pisemna wzmianka w roku 1424 (Comorowo). Nazwa dzierżawcza, patronimiczna od słowiańskiego imienia Komor.
Początkowo był wsią podzieloną na kilka części, w rękach drobnej szlachty (Komorowscy), odgałęzienia rodu Pierzchałów z gniazda rodowego w Pęcicach. Komorowscy byli jednymi ze współtwórców parafii pęcickiej. Czas powstania parafii pęcickiej jest dowodem na istnienie w tym samym czasie Komorowa. Do tej parafii należał Komorów aż do czasu utworzenia parafii w samym Komorowie po II wojnie światowej (erekcja parafii w 1958).
Do XVII wieku  przeważnie w rękach Komorowskich herbu Pierzchała lub spokrewnionej z nimi drobnej szlachty. W XVII wieku w rękach Chądzyńskich herbu Ciołek, Kaliszów herbu Ciołek oraz Sobolewskich herbu Ślepowron. Scalony w XVIII wieku stał się wyłączną własnością Sobolewskich. Po dokupieniu drobnoszlacheckich części sąsiedniej wsi Sokołów utworzono jeden folwark. W rękach Sobolewskich do początku XIX wieku. W 1827 roku sprzedany Marcelemu Tarczewskiemu. 
W roku 1850 na mocy wyroku Trybunału Cywilnego Guberni Warszawskiej w drodze przymuszonego wywłaszczenia majątek Komorów-Sokołów nabył Franciszek Brzeziński, właściciel hotelu Polskiego w Warszawie.
Na mocy uwłaszczenia w roku 1867 odpadły od majątku dóbr Komorów dość znaczne części w samym Komorowie oraz (co stanowiło prawie połowę majątku) całość obszaru wsi Sokołów. W rękach kolejnych spadkobierców do roku 1911. W tym roku Stanisław Józefowicz (żonaty z Brzezińską) sprzedał majątek dotychczasowemu zarządcy Józefowi Markowiczowi, który dokonał parcelacji pól komorowskiego majątku i sprzedaży działek prywatnym właścicielom oraz spółdzielniom budowlanym w trzech etapach: 
- etap 1 – sprzedaż pierwszych działek w 1912 roku w części zachodniej nazwanej Komorów A,
- etap 2 – sprzedaż pierwszych działek w 1923 roku obszaru nazwanego kolonia Komorówek,
- etap 3 – sprzedaż pierwszych działek w 1930 roku największego obszaru nazwanego później miasto ogród Komorów.

Sprzedaż przerwała II wojna światowa.

## Miasto Ogród Komorów
Rozwój Komorowa jako osiedla rozpoczął się 14 stycznia 1930 r., kiedy Warszawski Urząd Wojewódzki zatwierdził plan parcelacji prywatnego majątku Komorów, należącego do Józefa Markowicza, nadając mu nazwę "Miasta Ogrodu Komorów", położonego w powiecie błońskim w gminie Helenów.
Miasto Ogród Komorów powstało z inicjatywy właściciela terenu, Józefa Markowicza, na obszarze ograniczonym ulicami dzisiaj istniejącymi: Marii Dąbrowskiej, aleją Starych Lip, Norwida, Okrężną, Granicką, Nowowiejską, Harcerską i Matejki. Łącznie Miasto Ogród zajmowało powierzchnię 73 ha.
W akcie notarialnym kupna-sprzedaży umieszczono zastrzeżenie, że "Miasto Ogród Komorów jest przeznaczone na wzorowe osiedle" i dlatego "nabyta działka może być użyta wyłącznie na budowę domu mieszkalnego", a ponadto sformułowane były wymagania, mające na celu zabezpieczenie zdrowotności i estetyki osiedla.
Średnia wielkość działki kształtowała się na poziomie 1100 m², wyznaczona została siatka ulic o szerokości 10, 14, a nawet ponad 20 metrów, przewidziane zostało miejsce na park, kościół, szkołę, tereny sportowe o powierzchni 11000 m², dwa place osiedlowe, a nawet trasę kolejki do Nadarzyna. Wszystkie te tereny przekazane zostały na rzecz Miasta Ogrodu Komorów bezpłatnie.
W czasie II wojny światowej w Komorowie ukrywała się warszawska inteligencja, a w okolicznych lasach odbywały się szkolenia partyzantów. Po wojnie majątek Komorów został znacjonalizowany. Pałac Markowicza przekształcono w sanatorium dla pacjentów Instytutu Psychiatrycznego w Warszawie.
W latach 1954–1972 wieś należała i była siedzibą władz gromady Komorów.
W 1956 r. w Komorowie osiedliła się Maria Dąbrowska. Dziś w jej domu działa biblioteka.
W swych Dziennikach pod datą 9 grudnia 1958 Dąbrowska zanotowała: 

Komorowska Rada Gromadzka nie chce mnie meldować nawet okresowo, żąda wymeldowania z Warszawy, grozi kwaterunkiem, wrzeszczy (przewodniczący do panny Hani), że ja w ogóle nie mam prawa do przydziału opałowego. Słowem - klops, klops, klops.

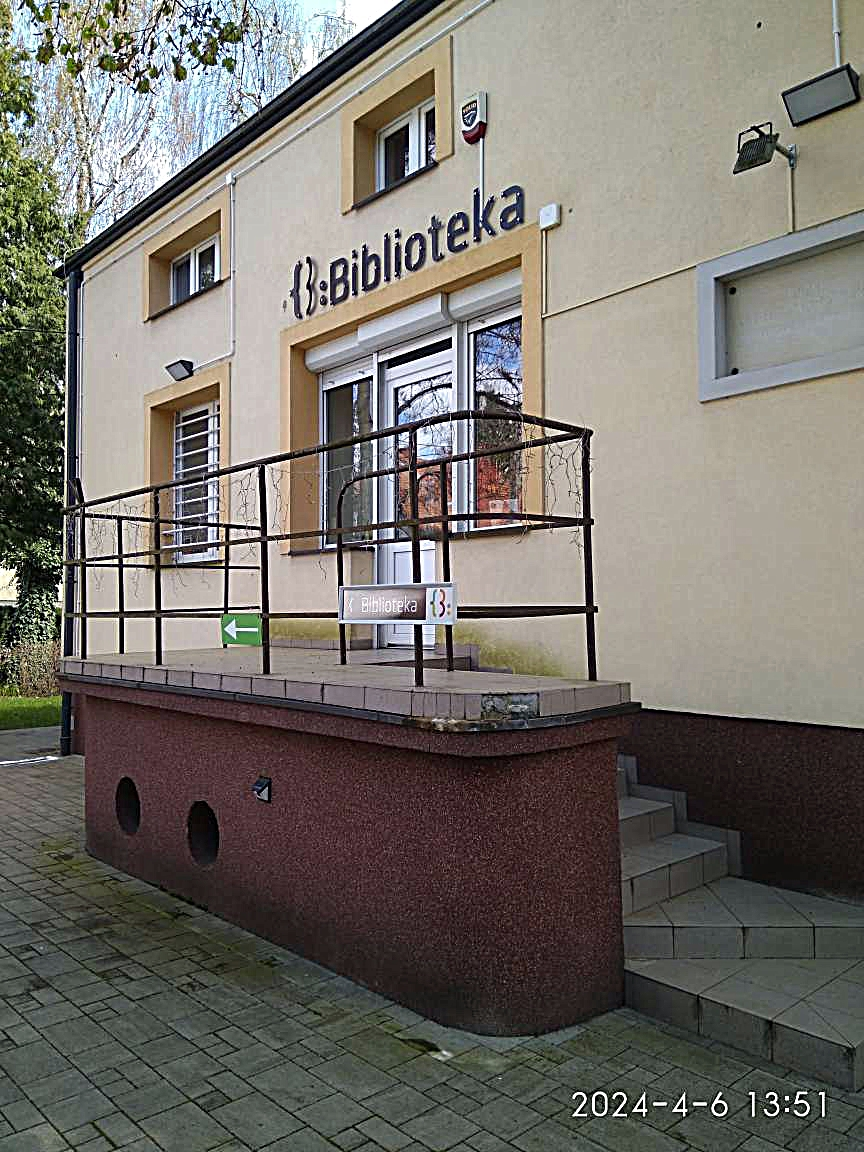
Biblioteka w Komorowie, w dawnym domu Marii Dąbrowskiej przy ulicy Kraszewskiego 3

Przy al. Kasztanowej 2 mieszkał Jerzy Antkowiak.

## Osiedle
W gminie Michałowice Komorów jest największą miejscowością, rozwijającą się pod względem liczby mieszkańców najbardziej dynamicznie. Tendencja zabudowy coraz większej powierzchni działek i wycinania drzew bez nowych nasadzeń powoduje, że zanika charakter miasta ogrodu, co jak dotychczas było jedną z największych atrakcji tej miejscowości. Problemy we współpracy z władzami gminy Michałowice skłoniły mieszkańców Komorowa do złożenia w czerwcu 2009 r. wniosku do MSWiA o utworzenie samodzielnej gminy.
Przez teren miejscowości przepływa rzeka Utrata, znajduje się tu także utworzony w 1992 r. zalew otoczony terenami rekreacyjnymi.

## Wspólnoty wyznaniowe

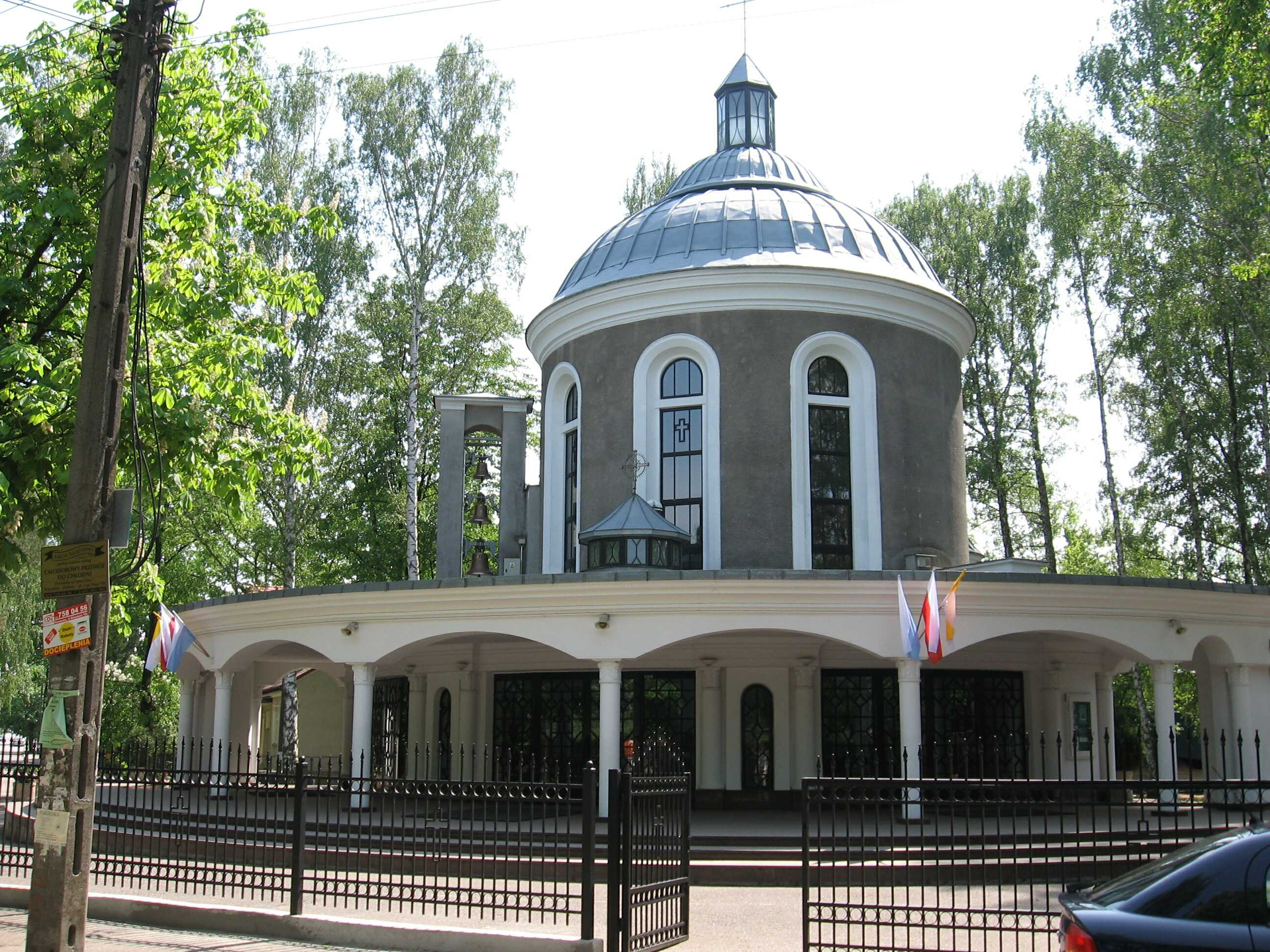
Kościół Narodzenia NMP

- Kościół rzymskokatolicki – parafia Narodzenia Najświętszej Maryi Panny[12]

## Osoby związane z Komorowem
W Komorowie urodziła się Magda Gessler i dorastał Stanisław Tymiński. We wsi mieszkał Robert Walter, antropozof, astrolog, homeopata, jasnowidz i mistyk.